# Ettorre Ettorri
Ettorre Ettorri (nome originale Hector Heathcote) è un personaggio immaginario protagonista di una serie televisiva a cartoni animati prodotta dalla Terrytoons. La sua creazione è attribuita a Eli Bauer. Esordì nel 1959 nella serie The minute and a Half Man, trasmessa negli Stati Uniti dalla NBC fino al 1963. Negli anni successivi il personaggio appare in alcuni cartoni animati fino al 1971 per poi venire dimenticato. Al personaggio venne dedicato anche un merchandising comprendente scatole per il pranzo, libri e giocattoli.
In Italia alcuni cartoni animati furono trasmessi dalla RAI negli anni sessanta con il titolo Il prode Ettorre.

## Biografia del personaggio
Ettorre è un patriota americano durante l'epoca della guerra d'indipendenza americana ed è presente ai principali eventi storici della guerra: ad esempio prepara il cavallo che Paul Revere usò nella famosa cavalcata e costruisce la barca con cui George Washington attraversò il fiume Potomac. Tuttavia a Ettorre non viene attribuito alcun merito per le sue imprese e durante ciascuna avventura la voce narrante dice che «la storia ha ricordato molti grandi nomi, ma solo noi sappiamo di Ettorre».

## Produzione e programmazione
Il personaggio esordì nel 1959 nella serie The minute and a Half Man, trasmessa negli Stati Uniti dalla NBC fino al 1963 quando il 5 ottobre 1963 esordì in una nuova serie, The Hector Heathcote Show, trasmessa dalla NBC e della quale vennero prodotte due stagioni.
Negli anni successivi il personaggio appare in alcuni cartoni animati fino al 1971 per poi venire dimenticato. In Italia alcuni cartoni animati furono trasmessi dalla RAI negli anni sessanta con il titolo Il prode Ettorre.

## Altri media
Fumetti
- La Gold Key pubblicò una serie a fumetti in formato comic book durata solo un numero nel 1964.